# Séraphîta
Séraphîta est un roman d’Honoré de Balzac. Publié dans la Revue de Paris en 1834, le texte connut sept éditions : la première chez Werdet en 1835, dans le même volume que Les Proscrits et Louis Lambert, et la dernière (édition Furne illustrée) en 1846, où le roman figure dans les Études philosophiques de La Comédie humaine.

## Résumé
Dans un château de Norvège situé près du fjord Stromfjord, Séraphîtüs, un être étrange et mélancolique, semble cacher un terrible secret. Il aime Minna et il est aimé d’elle, qui voit en lui un homme. Mais Séraphîtüs est aussi aimé par Wilfrid, qui le considère comme une femme, Séraphîta.
En réalité, Séraphîtüs-Séraphîta est un parfait androgyne, né de parents acquis à la doctrine de Swedenborg, qui vise à transcender la condition humaine et dont Séraphîtüs-Séraphîta est l’exemple parfait. Immensément érudit, doué de facultés mentales dépassant celles du commun des mortels, il mène une vie solitaire et contemplative. Mais cet être quasi céleste rêve de connaître l’amour parfait, celui qui consiste à aimer conjointement deux êtres de sexes opposés.
Finalement, sous les yeux effarés de Minna et Wilfrid, l'« être total » se transforme en séraphin et monte au ciel.

## Thème
L’œuvre plonge dans le fantastique, le surnaturel même. Le thème de l’androgynie, qu’il aborde ici, ramène au mythe antique de la perfection humaine, l’androgyne étant l'« être total. Ce thème de l'androgyne a été évoqué chez plusieurs personnages ».

Par ce récit, Balzac vise à secouer l'apathie religieuse « d'un peuple indifférent ou incrédule ». La leçon qui s'en dégage est la suivante : 

« L'homme doit tendre à Dieu par un perfectionnement incessant, physique et spirituel à la fois, qui amènera son organisme à une conjonction intime avec l'essence divine. Il n'a pour cela qu'à développer sa vie intérieure ; petit à petit, l'esprit l'emportera sur le corps. […] L'ange est un homme évolué […] Jésus-Christ a achevé cette évolution. »

Séraphîta explique rationnellement les faits surnaturels, en les présentant comme des faits dont les causes nous échappent. Ailleurs, Balzac présente les guérisons miraculeuses comme des phénomènes physiologiques produits par le magnétisme.

## Histoire éditoriale
Le roman eut un succès public considérable, comme en témoigne le nombre d’éditions.

## Postérité et adaptations
En 2010-2011, Ouriel Zohar met en scène Séraphîta avec son adaptation du roman d'Honoré de Balzac, joué à Paris avec Barbara Heman, au théâtre de l'île Saint-Louis, à Bruxelles, en Grèce et en République du Congo ; en 2012, à la Maison de Balzac, à Paris, en Grèce, Suisse, Haifa, Istanbul et au théâtre Darius Milhaud, à Paris.